# つくばウェルネスパーク
つくばウェルネスパーク（英語: Tsukuba Wellness Park）は、茨城県つくば市山木に所在する複合スポーツ施設である。

## 概要
つくば市が「運動と保養の場」を市民に提供する目的で、2011年7月1日に全面オープンした。施設は4つのエリアに分かれている。
第74回国民体育大会自転車競技では、ロード・レース競技会の発着地点となった（2019年9月29日）。

## 指定管理者
オープン当初より指定管理者制度が導入され、T・P・Hウェルネス推進グループが2010年（平成22年）4月1日から2013年（平成25年）3月31日の期間に指定されて以来、2016年度、2018年度末まで3期にわたり運営と管理に当たっていた。
その後、更新年の公募の際にシンコースポーツ（当時の所在地・東京都）が1位で落札したところ、地元企業を優先するよう市議会に否決されて再公募した。
2019年4月から運営、管理者はライフテックつくば（代表団体：NPO法人つくばアクアライフ研究所）に変更となった。5年間の期間が明けると2024年（令和6年）4月1日以降の指定管理者にはライフテックつくばが単独で応札し市議会に承認された（代表：シンコースポーツ茨城株式会社）。期間は令和11年3月31日まで5年である。

## 施設

### エリアA
ヘルスプラザ（本棟）と呼ばれる。隣接するつくば市クリーンセンター（ごみ処理施設）の余熱を利用し、温浴施設や25mプールなどがある。温浴施設（風呂）は温泉ではない。 

### エリアB

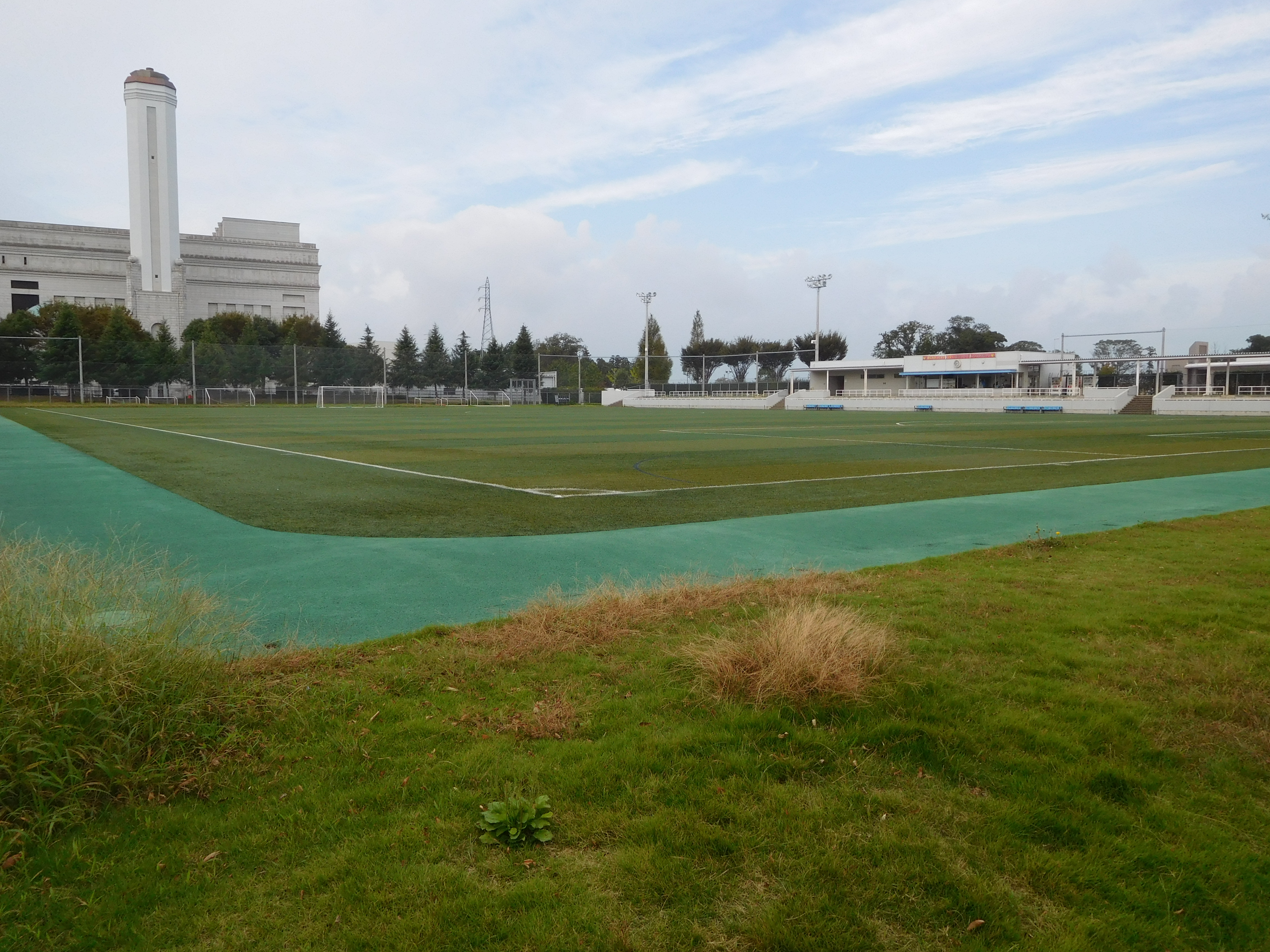
セキショウ・チャレンジスタジアム

サッカーおよびフットサル施設をエリアBに置く。オープン当初の名称は「フットボールスタジアムつくば」であったが、地元企業で女子サッカーチームのつくばFCレディース支援企業である関彰商事がネーミングライツを取得したことにより、「セキショウ・チャレンジスタジアム」となった。期間は2009年10月から2013年3月までの3年6ヵ月で、契約金額は年間250万円であった。

### エリアC
スポーツフィールド。多目的広場やランニング走路などがある。本施設の整備には日本スポーツ振興センターから2300万円強の補助金が交付されている。

### エリアD
フリースペース、ドッグランなど。

## 交通アクセス
- 公共交通機関利用：つくばセンターバスターミナル（つくばエクスプレスつくば駅）
  - つくバス北部シャトル「筑波山口」行きで約20分〜25分。「つくばウェルネスパーク」バス停下車。※土日祝日も同ダイヤ、上下合わせて1日約60便。
  - 関東鉄道バス「テクノパーク大穂」行き（C8）、「上沢」下車徒歩およそ10分。
- 車の場合：圏央道つくば牛久インターチェンジより約36分。国道6号・牛久土浦バイパス経由、県道274号学園西大通り方向から国道408号クリーンセンター入口交差点を左折。